# Astragalus korovinianus
Astragalus korovinianus är en ärtväxtart som beskrevs av Rupert Charles Barneby. Astragalus korovinianus ingår i släktet vedlar, och familjen ärtväxter. Inga underarter finns listade i Catalogue of Life.